# 黒住尚生
黒住 尚生（くろずみ ひさお、1993年7月12日 - ）は、日本の俳優。

## 来歴
2015年4月から2017年1月まで新国立劇場演劇研修所に在籍。2019年にゆうばり国際ファンタスティック映画祭オフシアター・コンペティション部門グランプリを受賞した『されど青春の端くれ』に主演したことで注目された。2020年に映画『東京バタフライ』で主演を務めた。

## 出演

### 映画
- 『きみはなにも悪くないよ』（2017年、岡元雄作監督） - 準主演・木村昇太役
- 『M&A』（2017年、宮城伸子監督） - 主演・田村アツシ役

ゆうばり国際ファンタスティック映画祭2019 インターナショナル・ショートフィルム・コンペティション部門 優秀賞
- 『されど青春の端くれ』（2017年、森田和樹監督） - 主演・大越真琴役

ゆうばり国際ファンタスティック映画祭2019 ファンタスティック・オフシアター・コンペティション部門 グランプリ・シネガーアワードの二冠を受賞
- 『寝ても覚めても』（2018年、濱口竜介監督）
- 『左様なら』（2018年、石橋夕帆監督）） - 岸本太一 役[3]
- 『台風家族』（2019年、市井昌秀監督） - 中島 役
- 『カイジ ファイナルゲーム』（2020年、佐藤東弥監督）
- 『静かな雨』（2020年、中川龍太郎監督）- 男子高校生B 役
- 『君が世界のはじまり』（2020年、年、ふくだももこ監督） - 友田 役
- 『東京バタフライ』 （2020年、佐近圭太郎監督） - 主演・稔 役
- 『Light•Walk』（2020年、米澤洸奎監督）- 主演 歩 役 なら国際映画祭2020 NARA-wave入選
- 『ファンファーレが鳴り響く』（2020年、森田和樹監督）） -  峰高先生 役
- 『繕い合う・こと』（2021年、長屋和彰監督） -主演 倉木幹 役[4]
- 『片袖の魚』（2021年、東海林毅監督） - 久田敬 役
- 『愛ちゃん物語♡』（2022年、大野キャンディス真奈監督）-聖子役

第43回ぴあフィルムフェスティバル　エンタテインメント賞（ホリプロ賞）・映画ファン賞（ぴあニスト賞）ゆうばり国際ファンタスティック映画祭2021コンペティション審査員特別賞　第22回TAMA NEW WAVE ある視点部門出品
- 『やまぶき』（2022年、山崎樹一郎監督） 真庭フィルムユニオン -祐介役

第51回ロッテルダム国際映画祭タイガー・コンペティション上映 
第75回カンヌ国際映画祭ACID部門上映 
- 『遠くへ、もっと遠くへ』（2022年、いまおかしんじ監督）
- 無声映画・活弁SFファンタジー

『I AM JAM ピザの惑星危機一髪！』（2022年、辻凪子監督）-十三・宇宙人役
- 『卍』（2023年、井土紀州監督）-綿貫エイジ役
- 『夜のまにまに』（2024年公開予定、磯部鉄平監督）[5]
- 『スミコ22』（2024年公開予定、福岡佐和子監督） - 長谷川 役[6]

### テレビドラマ
- 大河ドラマ 青天を衝け 第34回・第35回（2021年11月7日・14日、NHK） - 水野 役
- 気やすく手を握るな（2023年4月、TOKYO MX） - キャッチの男 役
- 連続テレビ小説 ブギウギ（2023年、NHK） - 佐原の部下 役
- 晩酌の流儀3 第4話（2024年7月20日、テレビ東京） - 居酒屋のキャッチ 役
- 晩餐ブルース（2025年1月23日 - 3月27日、テレビ東京） - 二宮 役

### 舞台
- 2014年3月 劇想からまわりえっちゃん「海へ行こう（キミノ） アジ市役 演出：青沼リョウスケ
- 2014年5月 ニットキャップシアター「死んでもいい」 TAKE役 演出：ごまのはえ
- 2014年8月 背伸びクルー 「どん底」 佐藤直役 演出：山口千晴
- 2014年9月 柿喰う客「たまらんファウスト」 アンサンブル 演出：中屋敷法仁
- 2014年10月 劇団時間堂「衝突と分裂、あるいは融合」 演出：黒澤世莉
- 2019年2月 オーストラ・マコンドー倉山の試み「盆栽」 演出：倉本朋幸
- 2019年7月 ピンクリバティ第五回公演「煙を抱く」 演出：山西竜矢